# Scarface (pel·lícula de 1983)
Scarface és una pel·lícula de gàngsters estatunidenca de 1983 dirigida per Brian De Palma i escrita per Oliver Stone. És un remake de la pel·lícula homònima de 1932 produïda per Howard Hughes. Scarface narra la història de Tony Montana (Al Pacino), un refugiat cubà que es trasllada a Miami a principis dels 1980 i arriba a convertir-se en senyor de la droga.

## Argument
Antonio «Tony» Montana (Al Pacino) és un delinqüent i homicida cubà, de fort caràcter, refugiat als Estats Units. Fart de viure en la misèria, vol triomfar a qualsevol preu. Tony arriba als Estats Units durant l'èxode de Mariel al maig de 1980. A la seva arribada a Cayo Oso és reclòs, juntament amb la majoria de la resta dels refugiats cubans, inclòs el seu amic Manny Rivera (Steven Bauer) —també conegut com a Manolo o Manny Ray—, en un recinte barrat, a l'espera de la resolució de la seva situació política. No obstant això, són contractats per un capo de Miami, Frank López (Robert Loggia), per assassinar Emilio Rebenga, un ex-funcionari del règim cubà que va matar el germà de López a Cuba, i que es trobava també reclòs en el recinte de detenció. Com recompensa els ofereix aconseguir-los a tots dos targetes de residència permanent als Estats Units. S'organitza un motí entre els reclosos, Tony apunyala a Rebenga i aconsegueixen així sortir del seu confinament.
Tony i Manny treballen en un lloc de menjar llatí fins que són visitats pels associats de López, Omar Suárez i Waldo Rojas. Després que Tony rebutja un treball de baix salari que consistia a vigilar un carregament de marihuana a canvi de cinc-cents dòlars cadascun, Omar li encarrega fer un treball més arriscat però millor pagat que consisteix en un tracte de cocaïna amb uns colombians en un hotel, per un pagament de cinc mil dòlars per a ell i Manny.

## Repartiment
| Actor                       | Personatge     |
| --------------------------- | -------------- |
| Al Pacino                   | Tony Montana   |
| Steven Bauer                | Manny Ribera   |
| Michelle Pfeiffer           | Elvira Hancock |
| Mary Elizabeth Mastrantonio | Gina Montana   |
| Robert Loggia               | Frank López    |
| Miriam Colón                | Mama Montana   |
| F. Murray Abraham           | Omar Suárez    |
| Paul Shenar                 | Alejandro Sosa |

## Rebuda
- "El preu del poder" és una d'aquestes pel·lícules especials, com 'El Padrí', que està disposada a prendre un mal home imperfecte i permetre-li ésser humà. (...) Puntuació: ★★★★ (sobre 4)"[2]
- "Totes les interpretacions són extremadament eficaces, amb Pacino al capdavant."[3]
- "Continua sent una pel·lícula de visionament obligatori per la potent i influent interpretació de Pacino. (...) Puntuació: ★★★★ (sobre 5)"[4]